# Osztrák–Magyar Társaság
Az Osztrák–Magyar Társaság (Gesellschaft Österreich Ungarn) bécsi székhelyű szervezet, amely 2001-ben alakult azzal a céllal, hogy  platformot teremtsen a két ország politikai, gazdasági és kulturális kapcsolatainak elmélyítésére. Létrehozója Barsiné Pataky Etelka akkori bécsi magyar nagykövet volt.
A társaság tagjai részben osztrák, részben Ausztriában élő magyar állampolgárok, illetőleg osztrák pénzintézetek, ipari nagyvállalatok, nonprofit szervezetek, tanácsadó cégek, jogi irodák és állami szervek képviselői. A társaságot öttagú igazgatóság vezeti, melynek elnöke Maria Rauch Kallat volt osztrák egészségügyi miniszter.

## Tevékenysége
A társaság 2007-ig elsősorban a bécsi Magyar Nagykövetség rendezvényeinek támogatója volt, és inkább passziv résztvevőjeként tevékenykedett. 2008-ban a társaság igazgatósága megújult, és célul tűzték ki az alapító okiratban rögzített tevékenység aktívabb gyakorlását. Ennek keretében 2008-ban számos önálló szakmai fórumot szerveztek. (Bajnai Gordon miniszter és Egyed Géza szakállamtitkár előadásai, a Hungarian Business Leaders Forum bécsi látogatása és szakmai konferenciája stb.)